# Ferdinando Ferri
Ferdinando Ferri (Napoli, 5 settembre 1767 – Napoli, 11 febbraio 1857) è stato un politico italiano, rivoluzionario in gioventù, ossequente suddito della monarchia borbonica dopo la Restaurazione.

## Biografia
Appartenente a una famiglia di magistrati e avvocati, Ferdinando Ferri seguì anch'egli inizialmente le tradizioni familiari entrando in magistratura come uditore giudiziario della provincia Abruzzo Ultra (attuale provincia dell'Aquila) alla fine del 1797. Venuto a Napoli alla fine dell'anno successivo, si convertì all'ideologia giacobina, secondo Croce per l'influenza del suo maestro Luigi Serio.
Deputato del quartiere della Vicaria durante la Repubblica Napoletana (1799), contribuì alla scoperta della congiura antigiacobina dei Baccher denunciando le informazioni date da Gerardo Baccher a Luisa Sanfelice. Secondo molti memorialisti, Ferdinando Ferri era l'amante di Luisa Sanfelice; secondo Benedetto Croce, l'amante della Sanfelice era lo storico Vincenzo Cuoco e Ferdinando Ferri si limitò a denunciare l'informazione ottenuta da quest'ultimo. Ritornati i Borboni, dopo la caduta della Repubblica Napoletana (1799), Ferri fu incarcerato e nel 1801 condannato all'esilio. Dal 1806, sotto i re francesi Giuseppe Bonaparte e Gioacchino Murat, lavorò nuovamente a Napoli come funzionario nell'amministrazione statale.
Conservò il posto dopo la restaurazione e da allora si mantenne leale e ossequente alla dinastia dei Borbone di Napoli: il 15 luglio 1817 venne nominato consigliere della Gran Corte dei conti, passando dalle dipendenze del ministero delle Finanze, nel 1832 fu nominato avvocato generale dello Stato e il 16 agosto 1841 ministro delle Finanze del governo Pietracatella; si dimetterà nel 1847 da quest'ultimo incarico, sostituito da Giustino Fortunato, adducendo motivi di salute, ritornando alla Corte dei Conti come presidente. Come ministro delle finanze pesa su Ferri un giudizio negativo del Settembrini.
In età avanzata 1º marzo 1824 sposò la gentildonna spagnola Chiara Peñalver da cui ebbe cinque figli, di cui quattro maschi, uno dei quali, di nome Filippo, fu condannato nel 1863 per attività politica filoborbonica.